# Lobelia heterophylla
Lobelia heterophylla är en klockväxtart som beskrevs av Jacques-Julien Houtou de La Billardière. Lobelia heterophylla ingår i släktet lobelior, och familjen klockväxter.

## Underarter
Arten delas in i följande underarter:
- L. h. centralis
- L. h. heterophylla
- L. h. pilbarensis

## Bildgalleri

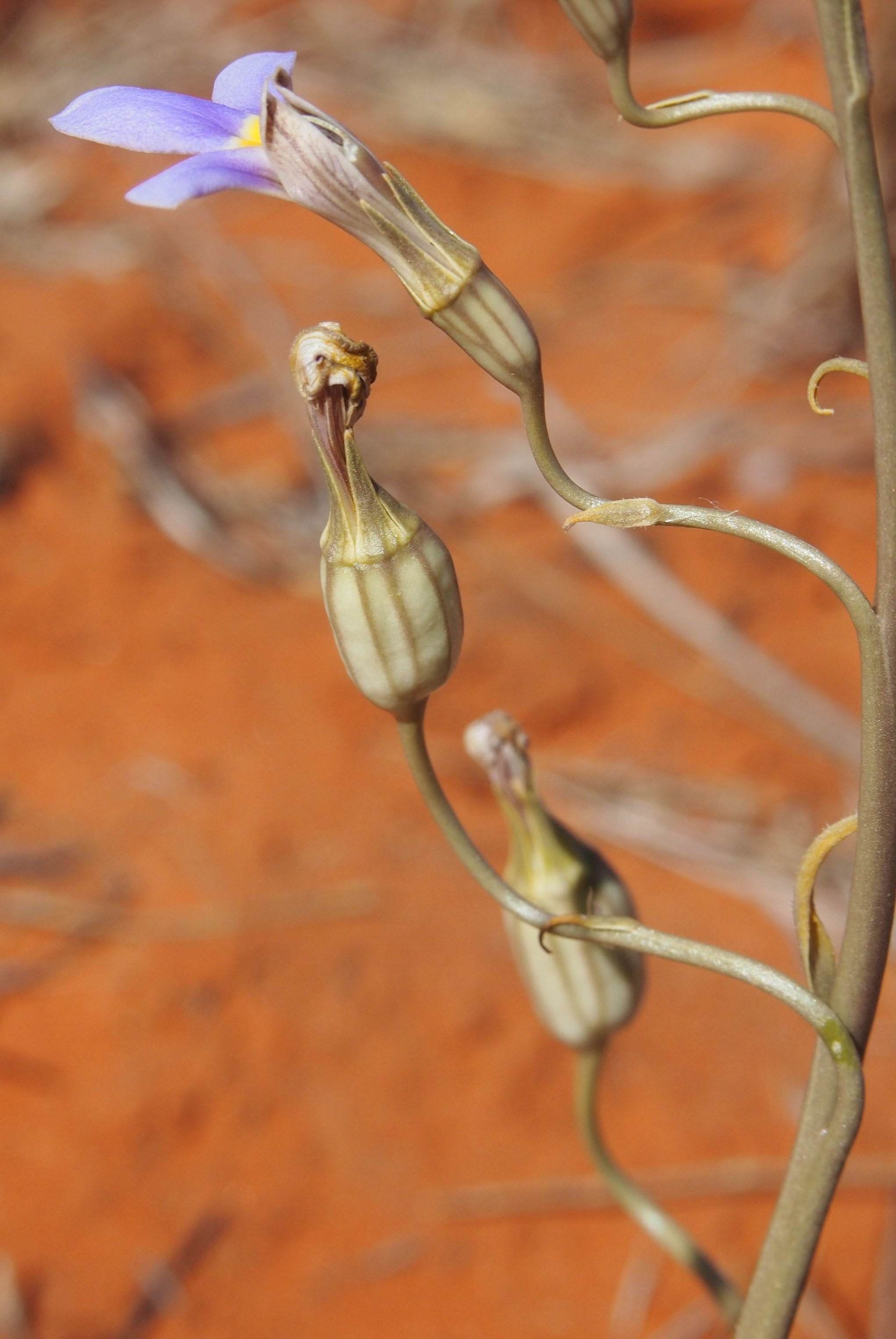